# Marseilles (Illinois)
Marseilles is een plaats (city) in de Amerikaanse staat Illinois, en valt bestuurlijk gezien onder La Salle County.

## Demografie
Bij de volkstelling in 2000 werd het aantal inwoners vastgesteld op 4655. In 2006 is het aantal inwoners door het United States Census Bureau geschat op 4895, een stijging van 240 (5,2%).

## Geografie
Volgens het United States Census Bureau beslaat de plaats een oppervlakte van 22,5 km², waarvan 21,5 km² land en 1,0 km² water. Marseilles ligt op ongeveer 158 m boven zeeniveau.

## Plaatsen in de nabije omgeving
De onderstaande figuur toont nabijgelegen plaatsen in een straal van 20 km rond Marseilles.